# Fenotiazina
La fenotiazina (también llamada dibenzotiazina o tiodifenilamina) es un compuesto cristalino de color amarillento o verdoso soluble en ácido acético caliente, benceno y otros solventes. Se compone de una estructura de tres anillos en el que dos anillos de benceno se unen con un átomo de azufre y de nitrógeno en posiciones no adyacentes. De modo que es un derivado benzóico de la tiazina que se obtiene al fusionar difenilamina con azufre. Químicamente es un compuesto orgánico volátil y tóxico ambiental que concierne a varias agencias de protección ambiental.

## Usos
Los productos derivados de la fenotiazina se usan comúnmente como químicos intermediarios en la manufactura de varios medicamentos antipsicóticos usados en medicina para el alivio de trastornos emocionales y mentales graves. Originalmente se desarrolló como un tinte sintético en el año 1883, y se introdujo por DuPont como insecticida en 1935. A menudo se usa como antihelmíntico para ganado. Se usa también como químico industrial para la producción de aditivos de goma.
Las fenotiazinas pesticidas actúan afectando el sistema nervioso de insectos, al inhibir la ruptura de la acetilcolina desestabilizando a la enzima acetilcolinesterasa. Muchos de los efectos colaterales de los neurolépticos fenotiazinas se deben a su efecto anticolinesterasa. La fenotiazina es también un potente bloqueador adrenérgico alfa.

## Derivados de la fenotiazina
El término fenotiazinas se usa para describir cinco clases de neurolépticos. Estas drogas tienen propiedades antipsicóticas y, a menudo, antieméticos, aunque pueden causar efectos secundarios severos, tales como la acatisia, discinesia, enfermedades del sistema extrapiramidal y el poco frecuente pero fatal síndrome neuroléptico maligno, así como una ganancia sustancial de peso.
Hay tres grupos de antipsicóticos fenotiazinas, que difieren en su estructura química y propiedades farmacológicas: los compuestos alifáticos, las piperidinas y piperazinas. En cada caso se le añade a la molécula de fenotiazina un grupo funcional con el propósito de mejorar la absorción y biodisponibilidad del fármaco.
| Grupo                 | Efecto autónomo  | Ejemplo               | Sedativo        | Reacción adversa |
| Compuestos alifáticos |                  |                       |                 |                  |
| moderado              | Clorpromazina    | fuerte                | moderada        |                  |
| moderado              | Promazina        | moderado              | moderada        |                  |
| moderado              | Triflupromazina  | fuerte                | moderada/fuerte |                  |
| moderado              | Metotrimeprazina | extremadamente fuerte | baja            |                  |
| Piperidinas           | fuerte           | Mesoridazina          | fuerte          | débil            |
| Piperidinas           | fuerte           | Tioridazina           | fuerte          | débil            |
| Piperazinas           | débil            | Flufenazina           | débil/moderado  | fuerte           |
| Piperazinas           | débil            | Perfenazina           | débil/moderado  | fuerte           |
| Piperazinas           | débil            | Proclorperazina       |                 |                  |
| Piperazinas           | débil            | Trifluoperazina       | moderado        | fuerte           |